# Калифорнийский институт искусств
Калифорнийский институт искусств (англ. California Institute of the Arts) — частный художественный университет в Санта-Кларите, штат Калифорния. Был основан в 1961 году как первое высшее учебное заведение в США, созданное специально для студентов изобразительного и исполнительского искусства.
California Institute of the Arts был создан по инициативе Джон Джовен. На сегодняшний день CalArts считается одним из лучших высших учебных заведений США в сфере искусствоведения. Здание института находится в Валенсии. Здесь обучают теории искусства, писательскому делу, кинематографу, музыке, театральному мастерству и танцам.